# Justino (Mésia)
Justino (em latim: Iustinus; em grego: Ἰουστίνος; romaniz.: Ioustínos; m. 528) foi um general bizantino, ativo no começo do reinado do imperador Justiniano (r. 527–565) como comandante da fronteira danúbia na Mésia Secunda. É mencionado em 528 como estratelata da Mésia. Provavelmente manteve o título de duque da Mésia Segunda (dux Moesiae Secundae) e o posto de mestre dos soldados (magister militum). Juntou forças com Baduário, duque da Cítia Menor, em batalha contra uma força de invasores estrangeiros, que João Malalas identifica como hunos, enquanto Teófanes, o Confessor identifica como búlgaros. Justino foi morto em batalha e foi sucedido em seu posto por Constancíolo.